# Las manos son inocentes
Las manos son inocentes es una obra de teatro de José López Rubio estrenada en 1958.

## Argumento
El matrimonio formado por Paula y Germán, para afrontar sus penosas condiciones económicas, traza un plan para matar a un inquilino anciano alterando su medicación y sustraerle 60.000 pesetas. 
Después, los remuerde la conciencia, y cuando llega el albacea del fallecido, Sr. Ramos, les pregunta por el dinero, y Germán, en un arrebato de arrepentimiento, lo entrega. Ramos lee entonces el testamento, en el que el anciano lega todas sus posesiones a la pareja por el trato amable que le dispensaron en vida. 
Se descubre al final que el anciano ha muerto por accidente, pero eso no acaba con los remordimientos, y los esposos se prometen a sí mismos que jamás tocarán el dinero.

## Representaciones destacadas
- Teatro (estreno: María Guerrero, de Madrid, el 2 de octubre de 1958.). 
  - Dirección: Claudio de la Torre.
  - Intérpretes: María del Carmen Díaz de Mendoza, Ángel Picazo, Mercedes Muñoz Sampedro, Agustín Povedano, Pepita C. Velázquez, Antonio Gil.

- Televisión (Estudio 1, de TVE, el 2 de marzo de 1966). 
  - Dirección: Cayetano Luca de Tena.
  - Intérpretes: Irene Gutiérrez Caba, Fernando Delgado, María Elena Flores, Encarna Abad, Joaquín Escola, José Vivó.

- Televisión (Primera función, de TVE, el 18 de mayo de 1989). 
  - Intérpretes: María Fernanda D'Ocón, Juanjo Menéndez, Mary Begoña, Félix Navarro.